# Gare de Shinjuku
La gare de Shinjuku (新宿駅, Shinjuku-eki) est une gare ferroviaire majeure de la ville de Tokyo au Japon, située à cheval sur les arrondissements de Shinjuku et Shibuya. La gare est desservie par les lignes des compagnies JR East, Keiō, Odakyū, Toei et Tokyo Metro.
La gare de Shinjuku est la principale connexion entre le centre de Tokyo et les banlieues ouest de la ville. Elle est fréquentée en moyenne par 3,5 millions de passagers par jour, ce qui en fait la première gare du monde en nombre d'usagers. Elle détient également le record du monde du nombre d'accès pour une gare, avec plus de 200 entrées et sorties sur plusieurs étages.

## Situation ferroviaire
La gare de Shinjuku est située au point kilométrique (PK) 10,6 de la ligne Yamanote et au PK 10,3 de la ligne principale Chūō.
Elle marque le début des lignes Odawara, Keiō, nouvelle Keiō et Shinjuku.

## Histoire

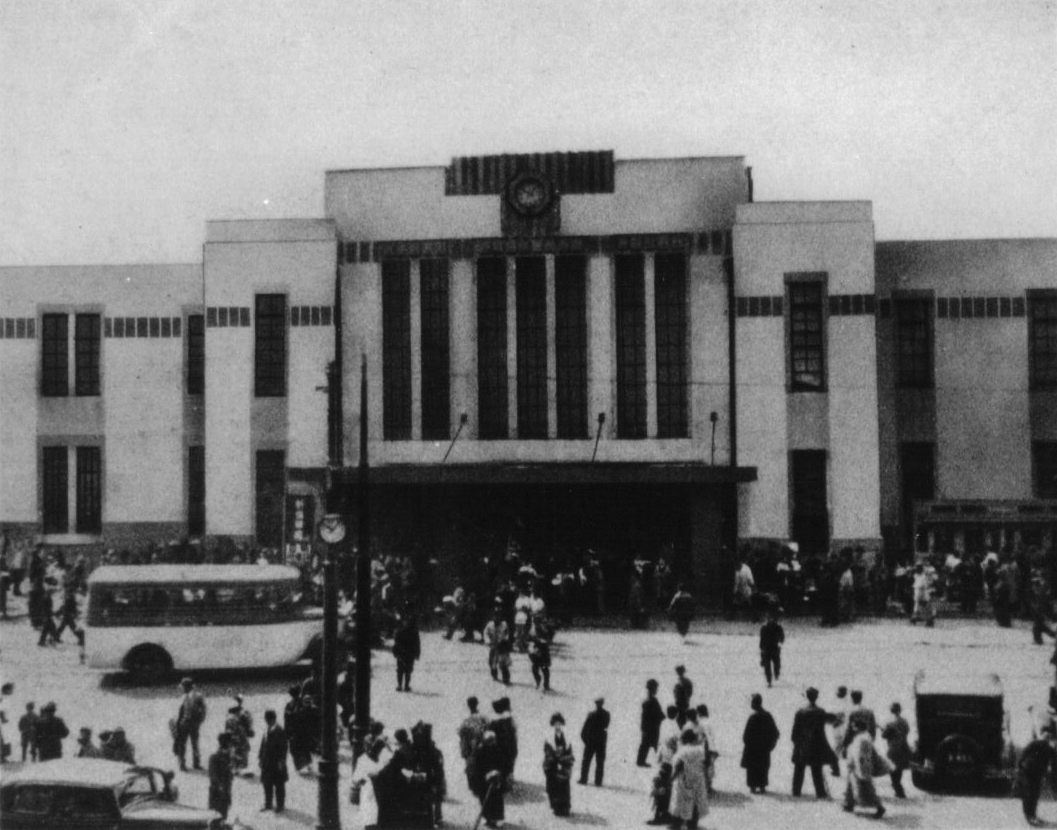
La gare de Shinjuku en 1925.

La gare de Shinjuku a été inaugurée le 1er mars 1885 sur la ligne Akabane-Shinagawa devenue aujourd'hui la ligne Yamanote. La gare s’agrandit ensuite avec l'arrivée de la ligne Chūō en 1889, la ligne Keiō en 1915 et la ligne Odakyū en 1923.
La gare continue de se développer après la Seconde Guerre mondiale avec l'arrivée des lignes de métro Marunouchi, Shinjuku en 1980 et Ōedo en 2000.
En 2016, une extension ouvre au sud de la gare, avec notamment la JR Shinjuku Miraina Tower, un terminal de bus et de taxi et des magasins. 
Le Shinkansen ne dessert pas la gare de Shinjuku, mais des projets ont existé. Il était notamment prévu que Shinjuku soit le terminus sud de la ligne Shinkansen Jōetsu mais cette dernière s'est finalement connectée à la ligne Shinkansen Tōhoku à Ōmiya pour desservir la gare de Tokyo.

## Service des voyageurs

### Accueil
La gare de Shinjuku est un vaste complexe au-dessus et autour des voies JR East, comprenant plusieurs centres commerciaux (Lumine, Odakyu, Keio). Les terminaux des lignes Keiō et Odakyū sont situés à l'ouest de la gare. En incluant le métro, la gare comporte plus de 200 sorties. En superficie, il s'agit de la deuxième plus grande gare du monde après la gare de Nagoya.
Elle est fréquentée en moyenne par 3,64 millions de passagers par jour en 2011, et par 3,53 millions en 2017, ce qui en fait la première gare du monde en nombre d'usagers,.

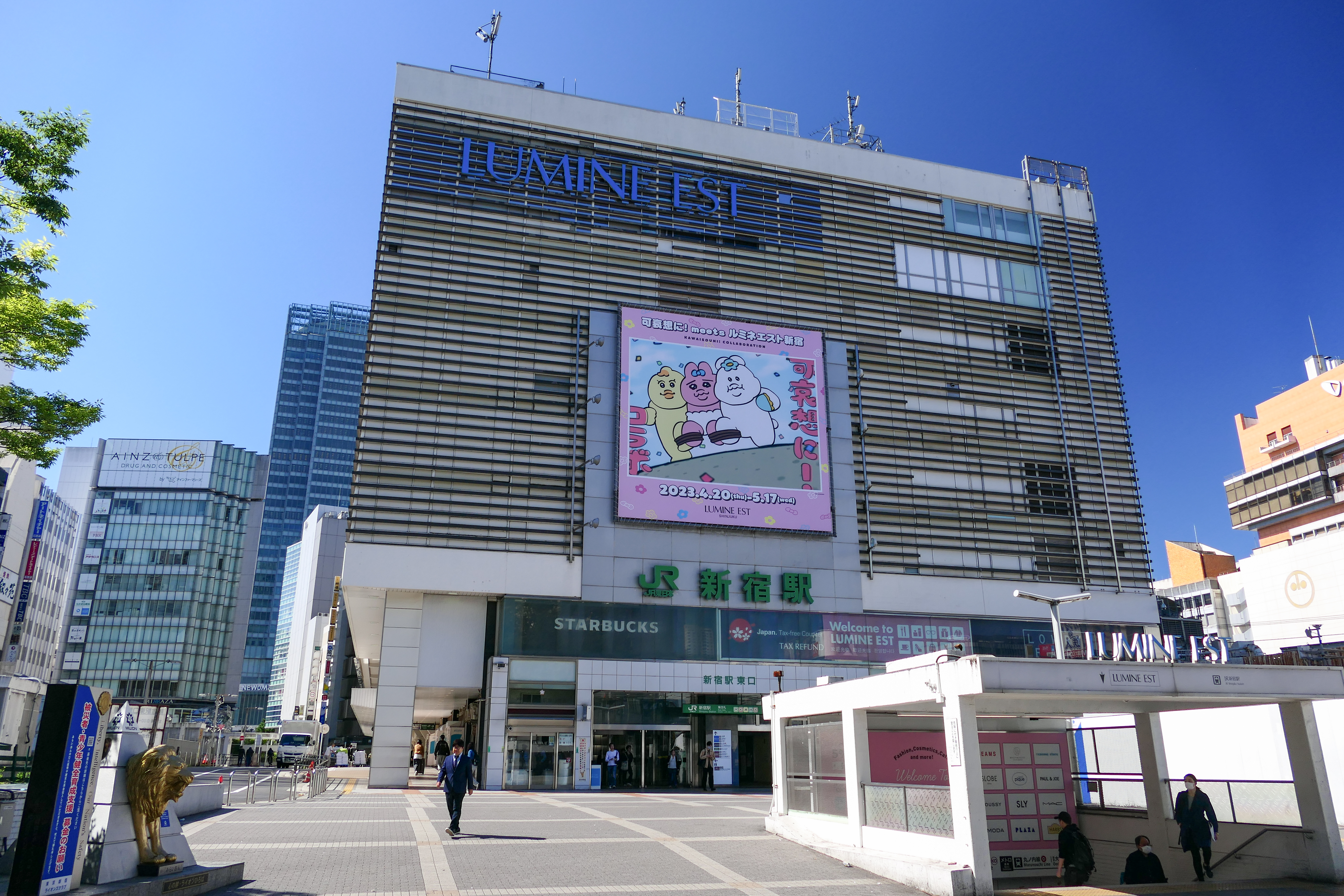
La sortie est de la gare
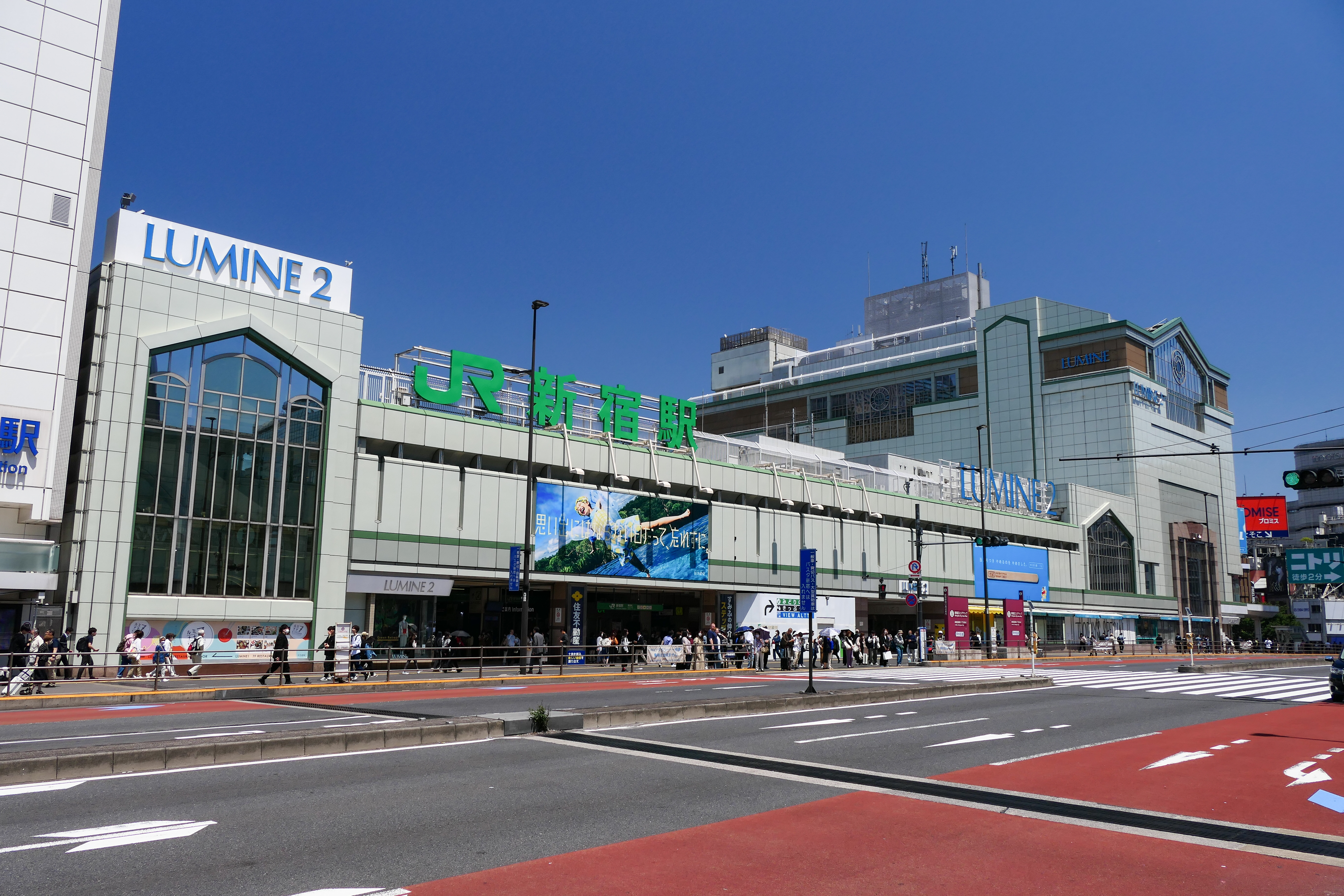
La sortie sud de la gare
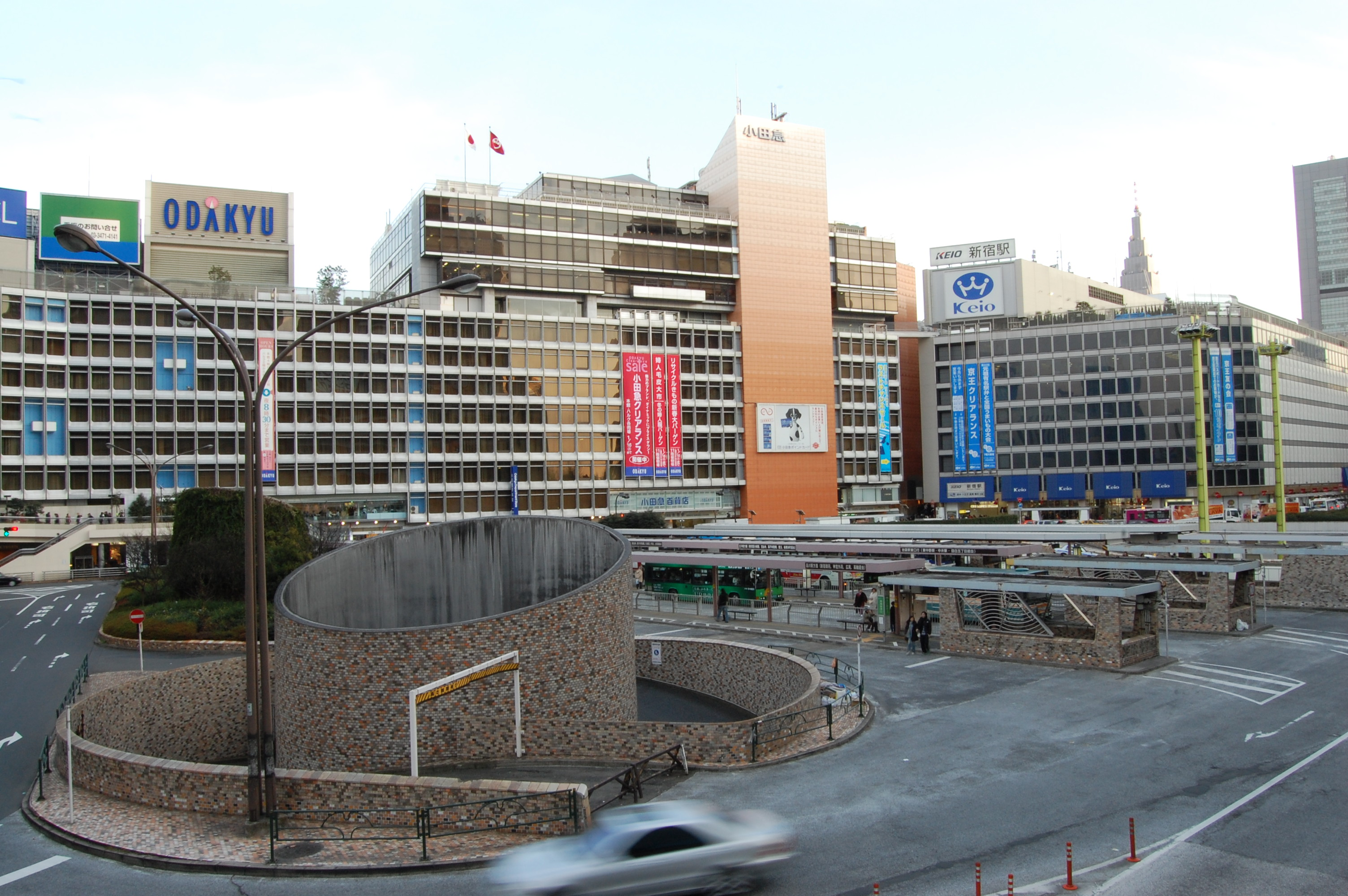
Le côté ouest de la gare, avec les terminaux Keiō et Odakyū
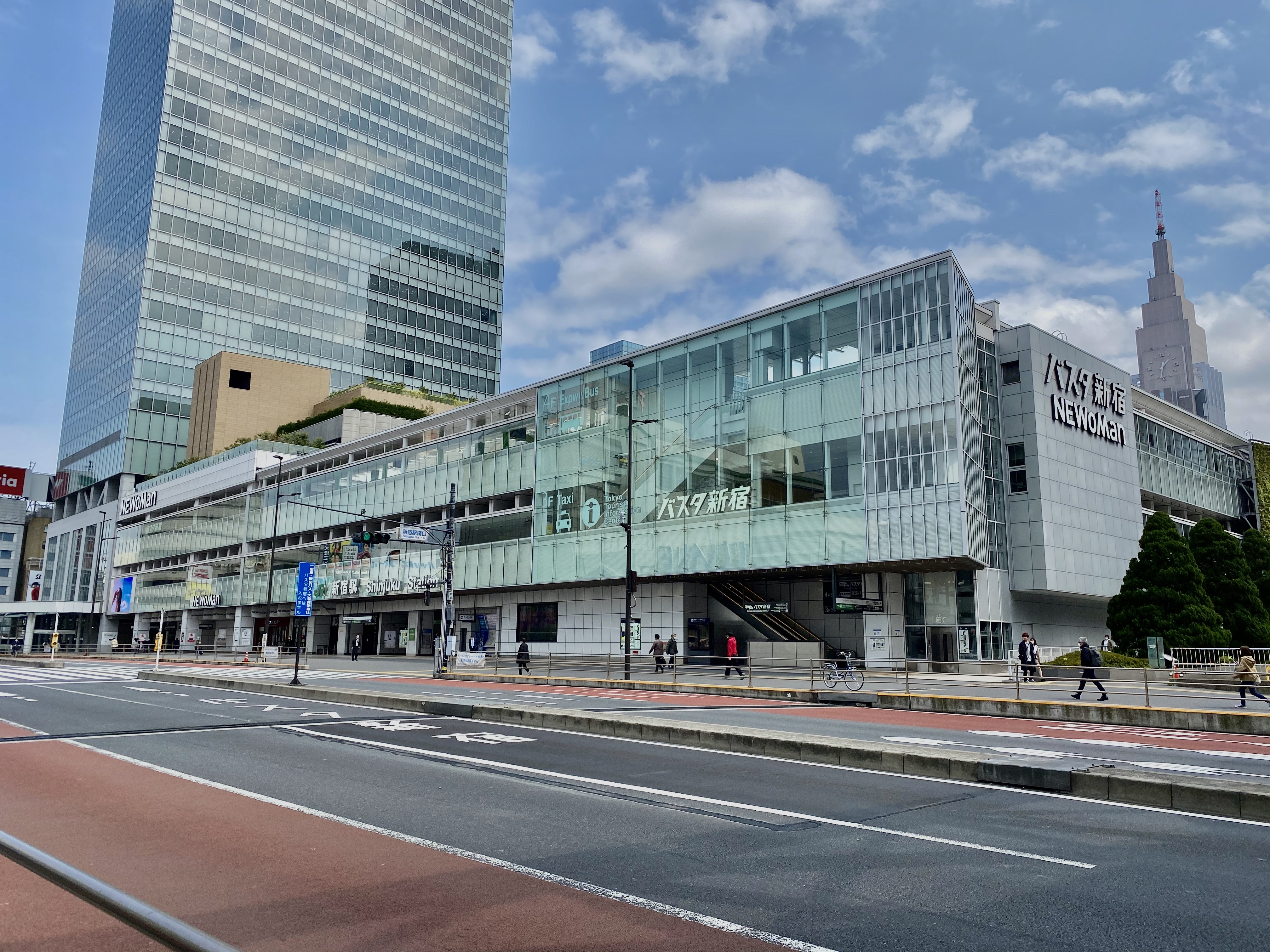
La gare routière et la nouvelle sortie sud
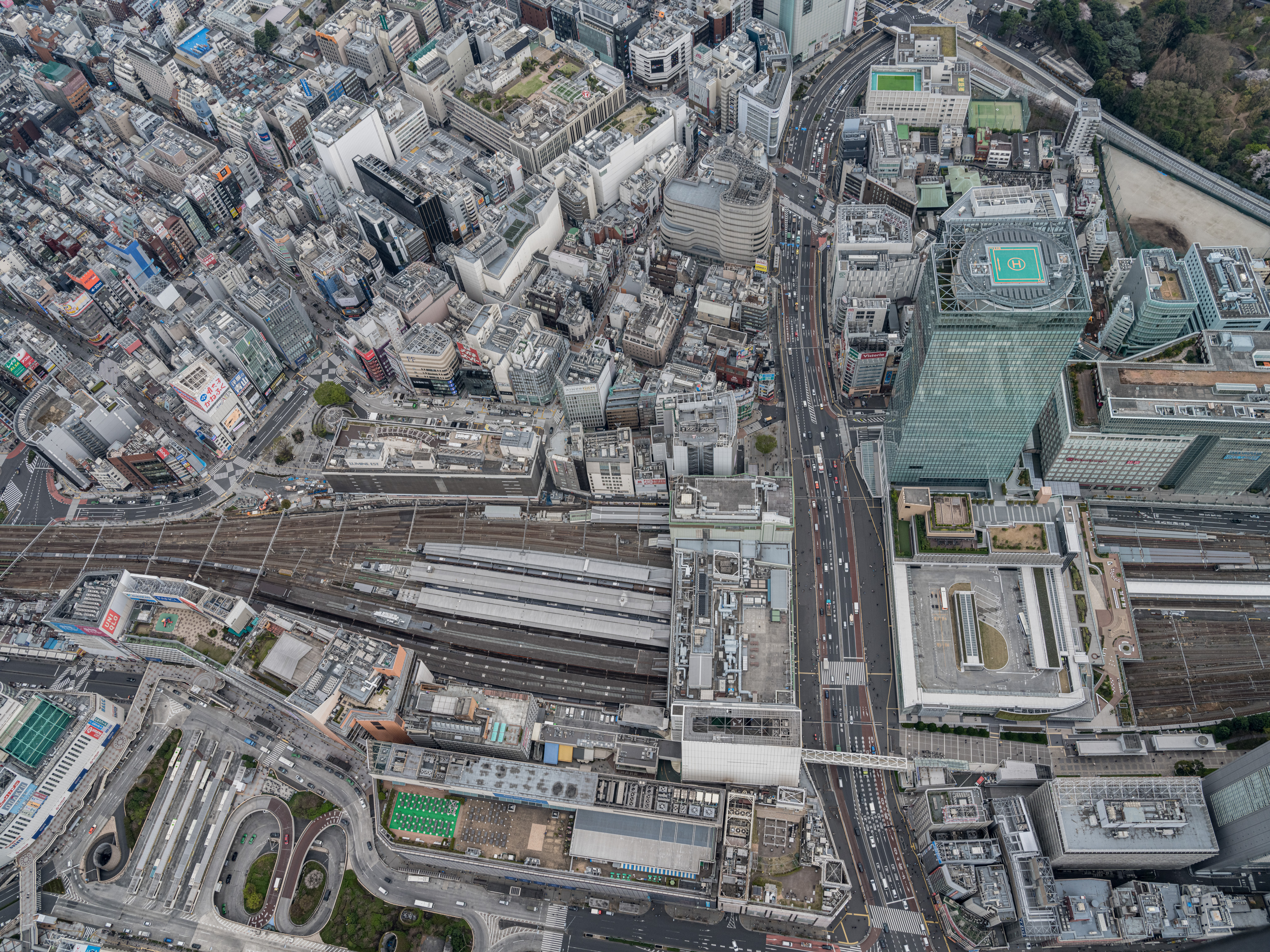
Vue aérienne de la gare

### Desserte

#### JR East

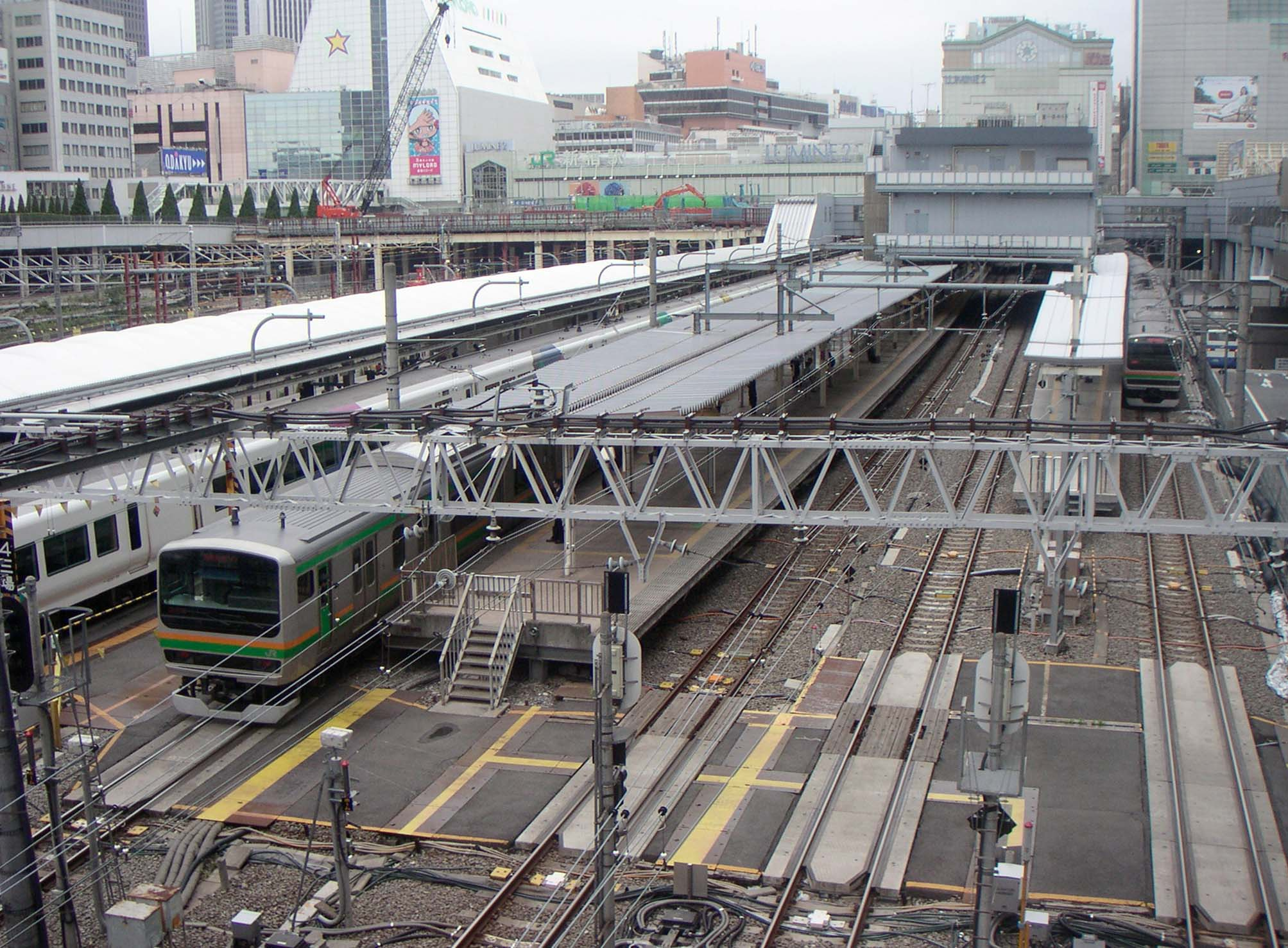
Vue des quais JR East.

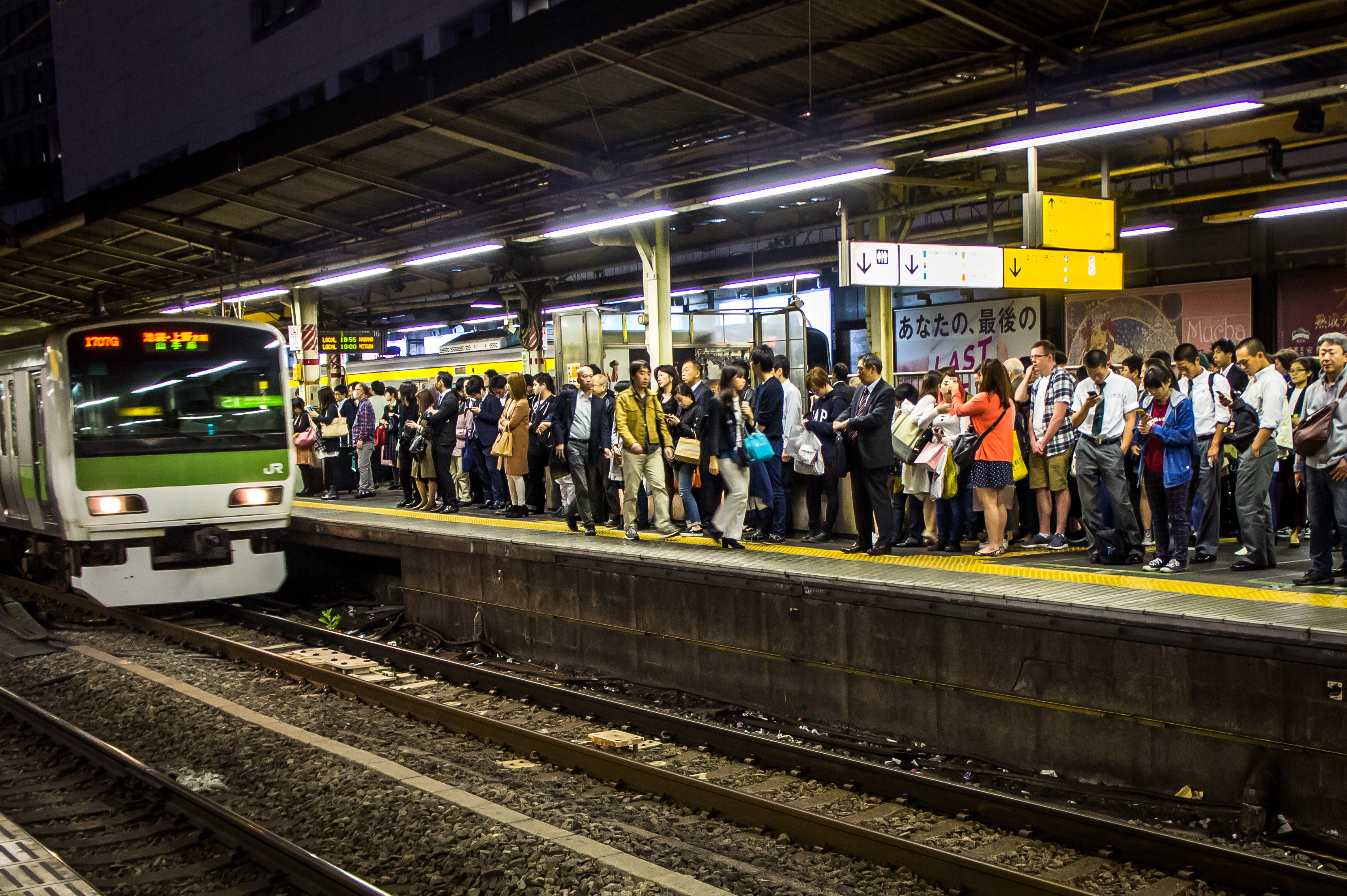
Foule sur le quai de la ligne Yamanote.

Les quais JR East sont situés en surface.
| 1・2   | JA Ligne Saikyō          | Shibuya ・ Ōsaki ・ Shin-Kiba (par la ligne Rinkai) ou Nishiya (par la ligne Sōtetsu Shin-Yokohama)        |
| 1・2   | JS Ligne Shōnan-Shinjuku | Shibuya ・ Yokohama ・ Ōfuna ・ Zushi (par la ligne Yokosuka) ou Odawara (par la ligne principale Tōkaidō) |
| 3・4   | JA Ligne Saikyō          | Ikebukuro ・ Ōmiya ・ Kawagoe (par la ligne Kawagoe)                                                       |
| 3・4   | JS Ligne Shōnan-Shinjuku | Ikebukuro ・ Ōmiya ・ Utsunomiya (par la ligne Utsunomiya) ou Takasaki (par la ligne Takasaki)             |
| 5・6   | Narita Express           | Aéroport de Narita                                                                                         |
| 7・8   | JC Ligne Chūō Rapid      | Tokyo |
| 9・10  | JC Ligne Chūō            | Kōfu ・ Matsumoto                                                                                          |
| 11・12 | JC Ligne Chūō Rapid      | Tachikawa ・ Takao                                                                                         |
| 13     | JB Ligne Chūō-Sōbu       | Akihabara ・ Chiba                                                                                         |
| 14     | JY Ligne Yamanote        | Shibuya ・ Shinagawa                                                                                       |
| 15     | JY Ligne Yamanote        | Ikebukuro ・ Ueno                                                                                          |
| 16     | JB Ligne Chūō-Sōbu       | Nakano ・ Mitaka                                                                                           |

#### Odakyū

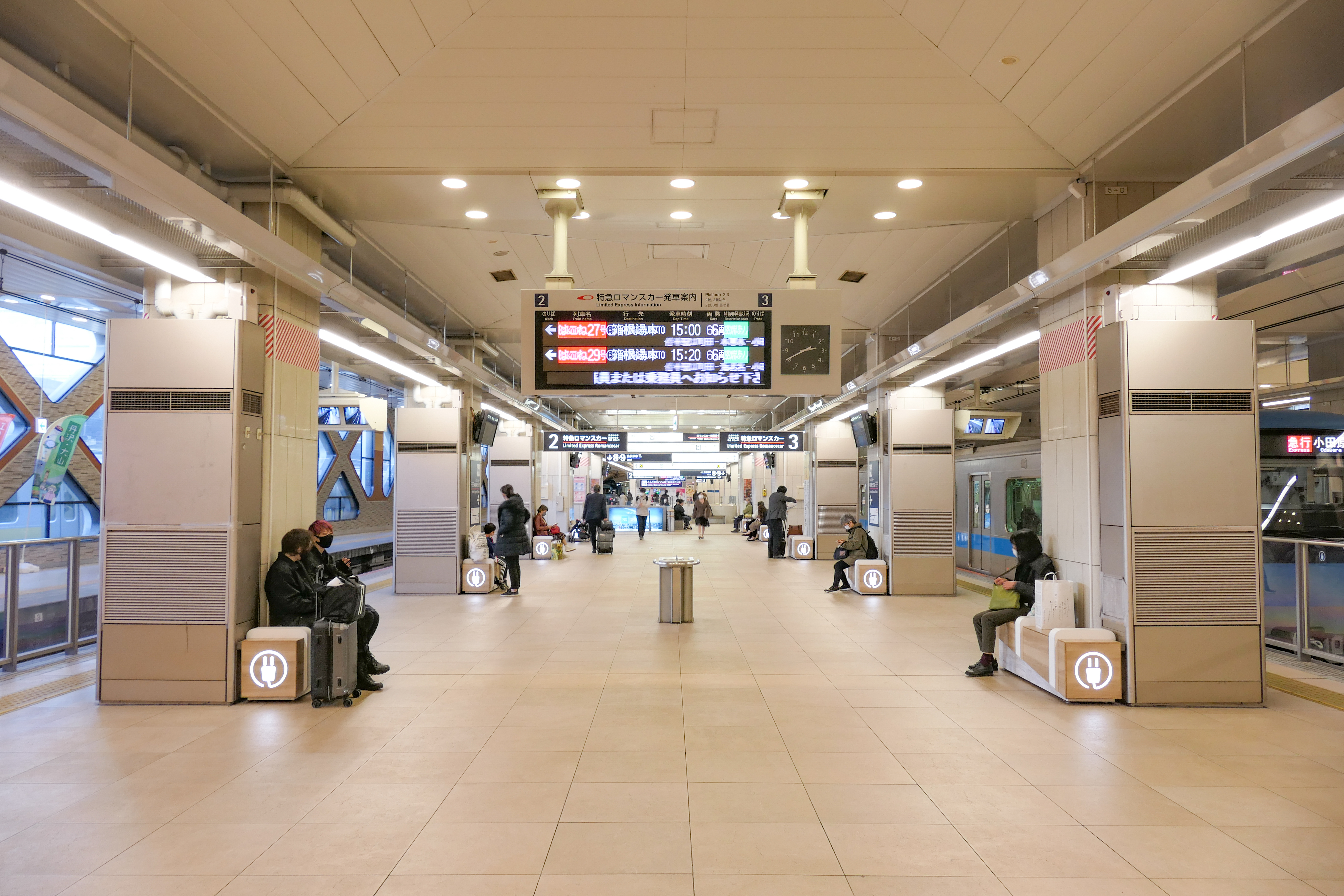
Terminal Odakyū.

Le terminal Odakyū comprend 3 voies au niveau du sol et 2 voies en sous-sol.
| 2・3 | Ligne Odawara Services Romancecar | Odawara ・ Hakone-Yumoto ・ Fujisawa ・ Karakida ・ Gotemba            |
| 4・5 | Ligne Odawara Services rapides    | Shin-Yurigaoka ・ Karakida ・ Sagami-Ōno ・ Katase-Enoshima ・ Odawara |
| 8・9 | Ligne Odawara Services omnibus    | Shin-Yurigaoka ・ Sagami-Ōno ・ Hon-Atsugi                             |

#### Keiō
Le terminal Keiō comprend 3 voies en sous-sol.
| 1 | Ligne Keiō Services omnibus | Meidaimae ・ Chōfu ・ Keiō Tama-Center ・ Hashimoto ・ Keiō-Hachiōji・ Takaosanguchi  |
| 2 | Ligne Keiō Services rapides | Meidaimae ・ Chōfu ・ Keiō Tama-Center ・ Hashimoto ・ Keiō-Hachiōji・ Takaosanguchi  |
| 3 | Ligne Keiō Services express | Meidaimae ・ Chōfu ・ Keiō Tama-Center ・ Hashimoto ・ Keiō-Hachiōji ・ Takaosanguchi |

La ligne nouvelle Keiō est interconnectée avec la ligne Shinjuku de la Toei.
| 4 | Ligne nouvelle Keiō | Hatsudai ・ Hatagaya ・ Meidaimae ・ Chōfu ・ Hashimoto |
| 5 | Ligne Shinjuku      | Motoyawata                                              |

#### Toei
La station de la ligne Ōedo se trouve au sud de la gare.
| 6 | E Ligne Ōedo | Roppongi ・ Daimon      |
| 7 | E Ligne Ōedo | Tochōmae ・ Hikarigaoka |

#### Tokyo Metro
La station de la ligne Marunouchi se trouve au nord de la gare.
| 1 | M Ligne Marunouchi | Ogikubo   |
| 2 | M Ligne Marunouchi | Ikebukuro |

### Intermodalité
La gare de Seibu-Shinjuku, ainsi que les stations Nishi-Shinjuku, Shinjuku-nishiguchi, Shinjuku-sanchōme et Tochōmae sont reliées à la gare de Shinjuku par des couloirs de correspondance.
Une gare routière (Shinjuku Highway Bus Terminal) se trouve au niveau de la nouvelle sortie sud.

## La gare de Shinjuku dans la culture populaire
La sortie est de la gare était assez connue pour l'inscription rouge « My City » qui trônait sur la devanture de l'immeuble depuis sa finition en 1964. Rendue célèbre par le manga City Hunter, elle fut remplacée depuis 2006, à l'occasion de la rénovation de l'immeuble par une autre enseigne de centre commercial, « Lumine Est ».